# Apple Disk Image
Apple Disk Image — формат образа диска, используемый в первую очередь в операционной системе macOS. При открытии монтируется как диск в оболочку Finder. Создать образ можно с помощью Дисковой утилиты встроенной в macOS. Используется для распространения архивов программного обеспечения.

### Шифрование
Помимо приличного уровня сжатия, файлы DMG также поддерживают 128- и 256-битное шифрование AES, что означает, что можно создать сжатую папку, защищенную паролем.